# Slomosa
Slomosa ist eine Stoner-Rock-Band aus Bergen, Norwegen, die sich selbst dem Stil „Tundra Rock“ zuordnet – einer nordisch geprägten Variante des Desert Rock.

## Geschichte
Slomosa wurde 2016 in Bergen gegründet. Zu den Gründungsmitgliedern zählten Benjamin Berdous, Anders Rørlien, Kristian Tvedt und Severin Sandvik. Die Band erlangte früh Aufmerksamkeit durch ihren kraftvollen Gitarrensound und atmosphärische Wüstenklänge mit nordischer Note.
Nach mehreren Wechseln stießen Tor Erik Bye (Gitarre), Marie Moe (Bass, Gesang) und Jard Hole (Schlagzeug) zur Band.
Ihr Debütalbum erschien am 28. August 2020 beim norwegischen Label Apollon Records. Es folgten Auftritte bei Festivals wie dem Hellfest, Desertfest Berlin und Tourneen mit Bands wie Stöner, Orange Goblin und Elder.
2024 veröffentlichte die Band ihr zweites Album Tundra Rock beim Label Stickman Records. Im selben Jahr wurde Slomosa mit dem Spellemannprisen in der Kategorie „Rock“ ausgezeichnet.

## Stil
Slomosa kombiniert schwere Riffs des Stoner Rock mit eingängigen Hooks und einer charakteristisch „nordischen“ Atmosphäre, geprägt von weiten Klangflächen und energetischen Liveshows. Sie bezeichnen ihren Stil als „Tundra Rock“.

## Besetzung
Aktuelle Mitglieder
- Benjamin Berdous – Gitarre, Gesang
- Tor Erik Bye – Gitarre
- Marie Moe – Bass, Gesang
- Jard Hole – Schlagzeug

Ehemalige Mitglieder
- Anders Rørlien – Gitarre
- Kristian Tvedt – Bass
- Severin Sandvik – Schlagzeug

## Diskografie

### Alben
- 2020: Slomosa (Apollon Records)
- 2024: Tundra Rock (Stickman Records)

### Singles (Auswahl)
- 2020: There Is Nothing New Under The Sun
- 2022: Horses
- 2023: Cabin Fever
- 2024: Rice

## Auszeichnungen
- 2024: Spellemannprisen, Kategorie „Rock“ (für Tundra Rock)
- 2024: Spellemannprisen, Nominierung in der Kategorie „Durchbruch des Jahres“[1]